# Saladillo (agrupación)
El Conjunto Gaitero "El Saladillo" es una agrupación musical de la ciudad de Maracaibo, capital del Estado Zulia, situado al occidente de Venezuela. Cultiva, ejecuta y difunde fundamentalmente la gaita de furro, género musical representativo del Zulia, al igual que otros géneros musicales de dicha región como la contradanza, la décima, la parranda, la gaita tamborera y la danza.

## Primera Etapa. Los Orígenes y Primeros Triunfos (1962 - 1966)
Saladillo del Sr. Ramón Quintero fue fundado el 16 de noviembre de 1962 en la Esquina de la tienda “La V.O.C.” situada detrás de la Basílica de Nuestra Señora de Chiquinquirá, en pleno corazón del Barrio El Saladillo de la ciudad de Maracaibo. Sus fundadores fueron: Moisés Martínez† (cuatrista, solista y Director General), Leandro Soto† (cuatrista, solista y Director Musical), Nerio Matheus† (maraquero, corista y, posteriormente, Representante y Director Propietario), Ramón Quintero† (maraquero, corista y, más adelante, Administrador), Ciro “Coyeyo” Villalobos† (furrero), Carlos Barboza “Papapa” (tamborero), Segundo Fernández (tamborero) y Elio Fernández “El Maneto”† (charrasquero).

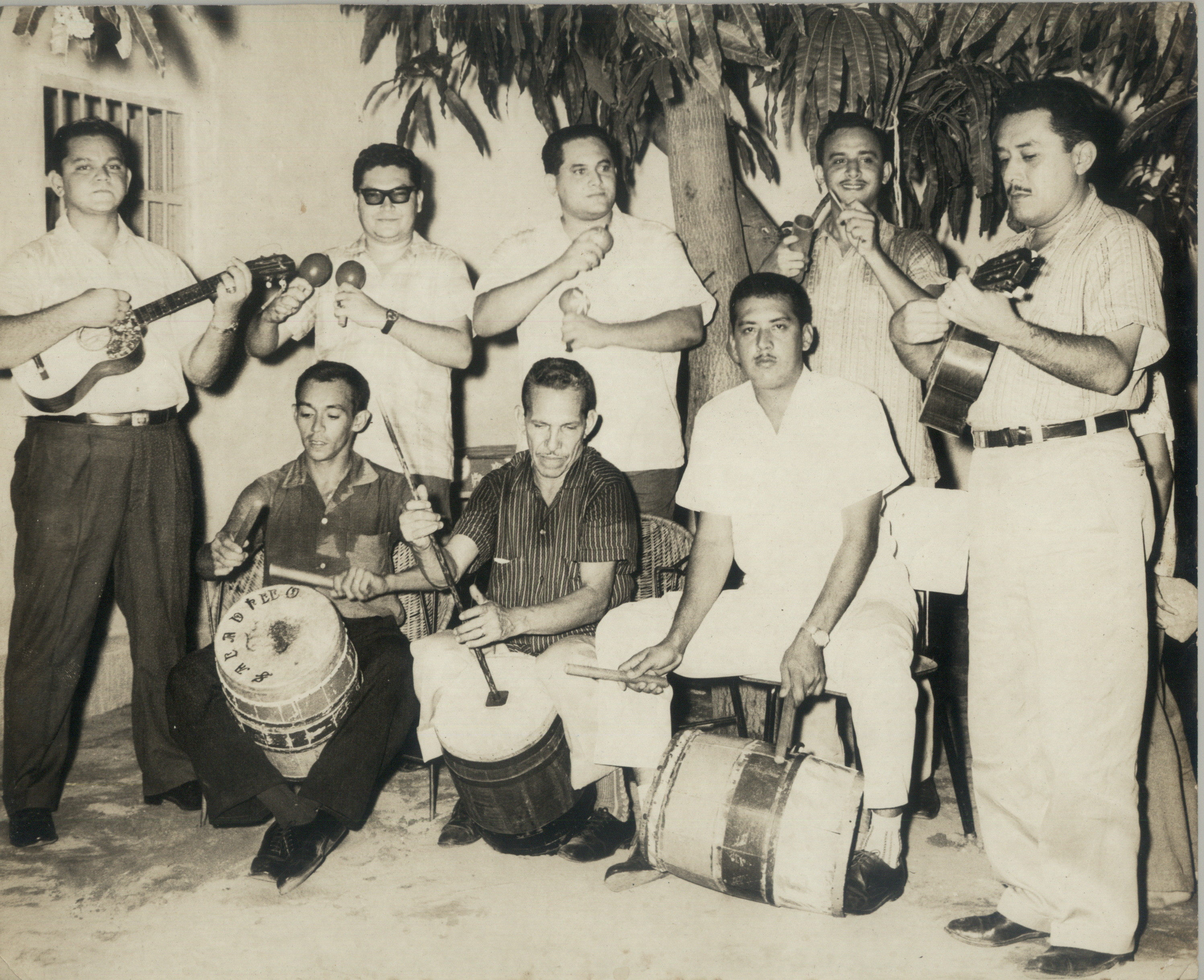
Fundadores del Conjunto Saladillo de Nerio Matheus (1962).

En esa fecha, los futuros fundadores se reunieron en la mencionada tienda e interpretaron una gaita de Moisés Martínez dedicada a “Almacén Súper”. Al concluir con aquella, a Moisés le piden lo siguiente: Moisés, cántanos la gaita que tarareaste en el Club Venezuela (situado en la Calle Santa Teresita). Así entona la composición llamada “Gaita Zuliana”, la cual constaba solamente de una estrofa. Al locutor Oscar García “Ventarrón”, y a los compositores Rafael Rincón González y Jesús Reyes “Reyito”, quienes estaban presentes en el lugar, les impresionó la letra y melodía de esta gaita. Entonces “Reyito” les sugiere formar un conjunto y participar en el II Festival de Gaitas Zulianas de Industrias Pampero, realizado en la emisora “Ondas del Lago Televisión”, canal 13. Moisés amplió su gaita, haciéndole siete estrofas más para un total de ocho estrofas, y luego de ensayarla, van a la emisora para inscribirla. Para ir al concurso, Eduardo López aportó el uniforme para cada uno de los integrantes: pantalón de caqui, camisa deportiva para anudar por delante, sombrero de paja y cotizas mojaneras. Es preciso explicar que este era el atuendo típico que los gaiteros empleaban en aquellas fiestas amenizadas por las cuerdas gaiteras, y era también el ropaje de los plataneros del malecón, lo cual realzaba la imagen típica y folclórica del conjunto. Dicho uniforme convirtió a los integrantes de la agrupación en objeto de burlas, improperios y hasta insultos provenientes de una parte del público; no obstante, jamás se intimidaron ni se detuvieron en su carrera musical.

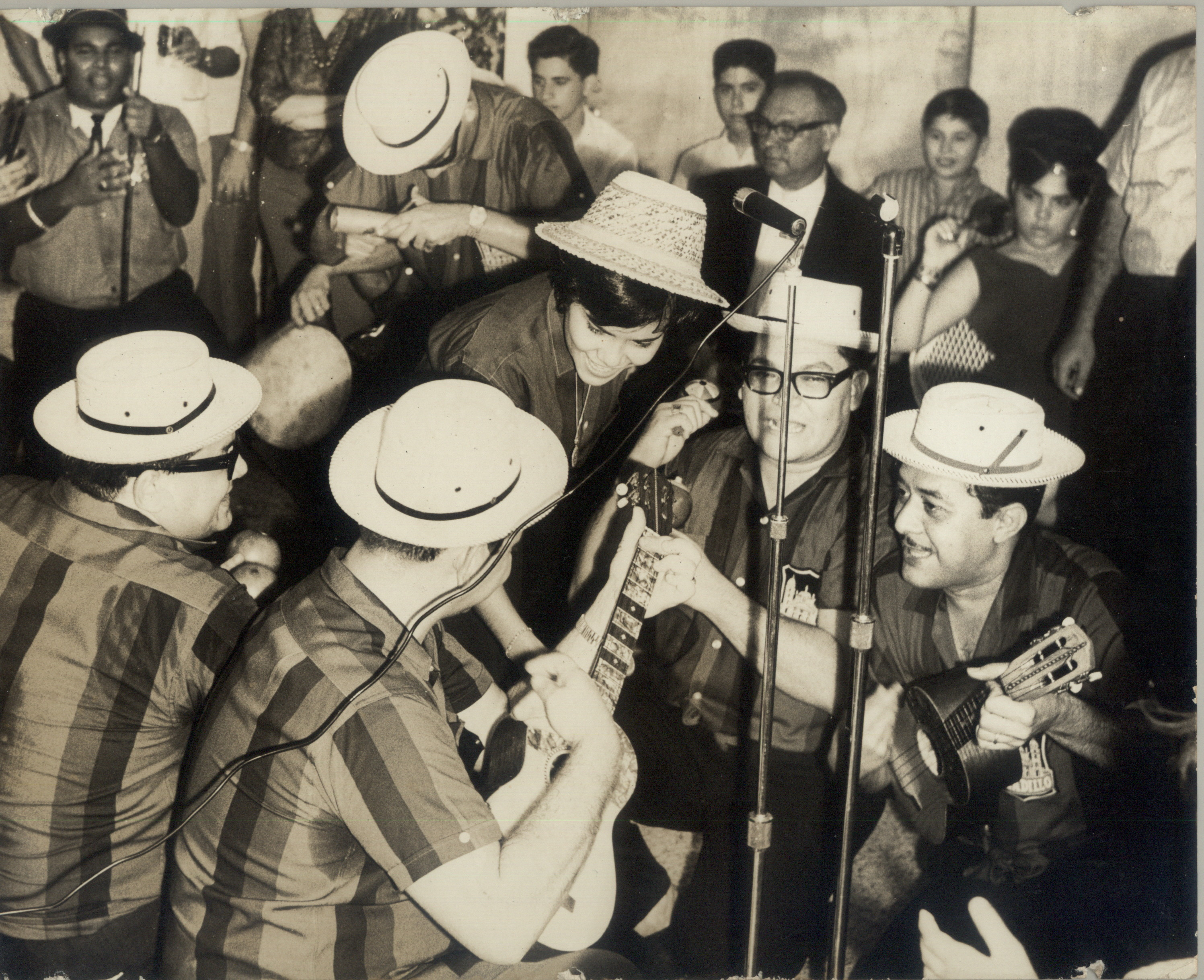
Presentación del Conjunto Saladillo de Nerio Matheus en la sede de la Asociación Venezolana de Periodistas en Maracaibo (1962).

Al llegar a los estudios de la emisora, los colocan junto a "Rincón Morales", conjunto que daba también sus primeros pasos en la gaita. Aunque los integrantes de aquella agrupación vestían con esmoquin azul y zapatos de patente, mientras que ellos traían cotizas, sombrero, camisa y pantalón de caqui, nuestros ocho gaiteros no se desanimaron. Leandro les dijo: Nosotros no venimos a ver quienes visten mejor, sino a ver quien toca más gaita. Viéndolos en cierto estado depresivo, Oscar García, quien iba a fungir como animador del concurso gaitero, les compró una botella de ron y los condujo al sótano, donde animó a los muchachos del conjunto, entonces Ciro les dijo: Vamos a pegarnos unos “cachorrazos”, como solía llamar a los tragos de bebida. En ese momento Ciro preguntó, puesto que el conjunto no tenía nombre: ¿Cómo llamarán al conjunto?, ¿Será que le ponemos Los Campaneros de San Juan de Dios?, y Oscar exclamó al instante: ¡Qué Campaneros ni qué carrizo!. Si todos son del Saladillo, el conjunto se debe llamar Saladillo. Así fue como el conjunto surgió con la denominación inicial de Conjunto Gaitero “Saladillo”.
Su primera interpretación fue Gaita Zuliana, de Moisés Martínez, la cual fue luego conocida popularmente como La Campeona, ya que ese mismo año 1962 ganó cinco destacados concursos: el Festival de Gaitas Zulianas de Industrias Pampero, celebrado en Ondas del Lago T.V.; el Premio Estatal de Gaitas del Ejecutivo del Estado Zulia, celebrado en la Plaza de la República; el Festival de la Gaita Zuliana, auspiciado por “Publicidad Cristalino” y realizado en Radio Popular; el Concurso de Gaitas del Hipódromo La Limpia y el Concurso de Gaitas del Club Alianza, en El Milagro. A éstos se sumón sexto premio, el más satisfactorio para este conjunto, según sus fundadores: La aceptación, la simpatía y la admiración del pueblo zuliano. Un año después de este triunfo, en 1963, graban su primer elepé.

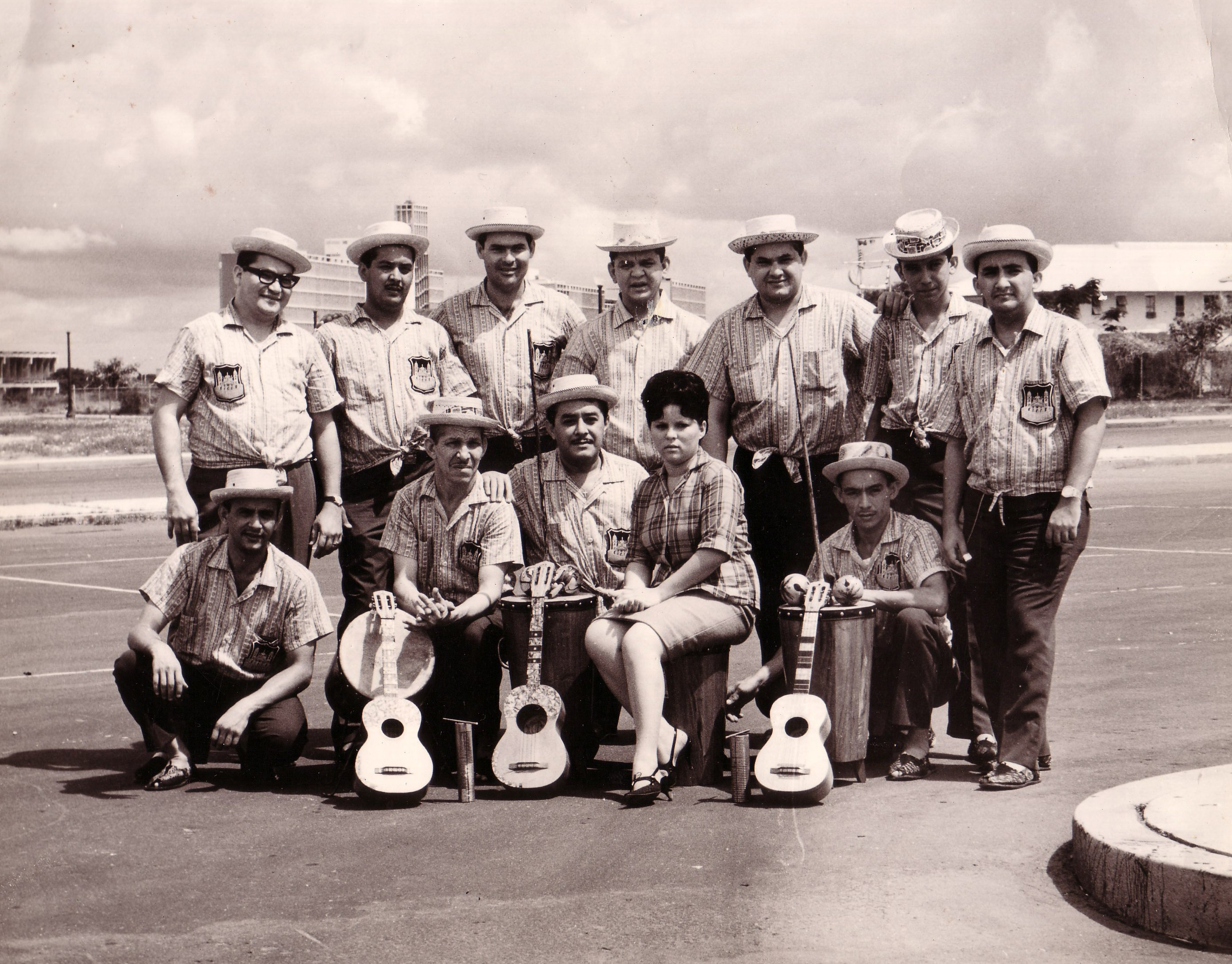
Conjunto Saladillo de Nerio Matheus en las inmediaciones del Aeropuerto Grano de Oro(1965).

De este modo, La Campeona se convirtió en uno de los clásicos referenciales de la gaita de furro o maracaibera, además de ser la gaita emblema de la agrupación y declarada la mejor gaita de todos los tiempos al término del siglo XX.
En el transcurrir de la década de 1960 se incorporaron al Conjunto Saladillo varias figuras que se destacaron desde entonces en el ámbito gaitero: Nerio Ríos, Nivia Belloso, Gisela Delgado, Mauricio Villalobos†, Douglas Luzardo “Mano e’ brocha”, Magalys Villalobos, Andrés Gumel†, José Ríos “Bolita”†, Alcibíades Villalobos, Jairo Gil, José Puche† (D.E.P.), Guillermo “Memo” Larreal, Moisés Medina, Nelly Medina, Inés Medina, Douglas Ochoa, Estelio Quintero, Jesús Barrios†, Douglas Díaz “El Conejo”, Eligia Blanco, Nency Villalobos† y William Nava Soto, entre otros.
Conocidos como “Los Gaiteros del Pueblo”, eslogan adoptado desde 1964 por idea de Moisés Martínez en alusión al uniforme típico, el origen y la aceptación popular, comenzaron a fraguar una trayectoria que se tornaría larga y fecunda, obteniendo premios y realizando giras nacionales. Además de La Campeona, se cuentan entre sus primeros éxitos: Los saladilleros, La Cabra Mocha, Aniceto Rondón, El Indolente, Parranda, El Haragán, El Estudiante, Súplica, La Saladillera, El Servidor Mariano (primera gaita dedicada a los Servidores de María), El Cometa, Siga la parranda, El turco embarcao, La Gaita del Avión, El Torito, Ofrenda, El Fundongo y Rememoranza.
Necesario es mencionar que el Conjunto Saladillo detenta el mérito de haber dado a conocer la figura del compositor zuliano Virgilio Carruyo (1874 - 1937) al grabar varias de sus numerosas gaitas. Carruyo fue padre de Ciro "Coyeyo" Villalobos y abuelo de Nerio Matheus, ambos cofundadores de Saladillo).

## Segunda Etapa. La Época de Oro (1967 - 1970)

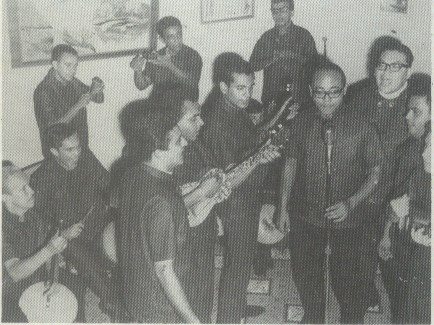
Conjunto Saladillo de Nerio Matheus (1968). En la imagen se encuentra Ricardo Aguirre, "El Monumental de la Gaita".

Mención especial merece la época dorada de 1967 – 1968, cuando Ricardo Aguirre† (El Monumental de la Gaita) ingresa a las filas del conjunto como solista y Director General junto a sus hermanos Renato, Rixio† y Alves Aguirre, e impone grandes éxitos como: Ronda Antañona, La Pica – Pica, Flor de La Habana, Gloria de un parrandón, Dos madres antañonas, Evocando al Treinta (a dúo con Leandro Soto), Pueblerina (a dúo con José Ríos "Bolita"), Remembranzas 2, Cantarina (a dúo con José Ríos "Bolita"), Gaita y Lola (a dúo con Andrés Gumel), Mi Si Menor (A dúo con Guillermo "Memo" Larreal), Flor de La Habana Nº 2, Gaitoneando, Zaperoco (a dúo con Guillermo "Memo" Larreal), Gaita a Kilovatico, Soberbia Gaitera y la inmortal Grey Zuliana, bien llamada el himno de la gaita y los gaiteros. También pertenecen a esta etpa las gaitas Saladillerito y Saladillerita, siendo ambas igual de exitosas.
De igual manera, ha de señalarse que, además de los elepés de 1967 y 1968 correspondientes a la presencia de Ricardo Aguirre en el plantel de integrantes de Saladillo, también fueron exitosos los elepés de 1969 y 1970, muy a pesar de la salida del conjunto de “El Monumental”.
En primer lugar la producción de 1969, año en el cual Saladillo incluyó en sus filas a los hermanos Medina (Moisés, Nelly e Inés), contuvo temas de gran resonancia, entre otros: La Cañonera, Lágrimas de un Barrio, Autóctona Raza, Parranda Guajira, Cuatricentiqué de qué, Admiración gaitera y La Raya Gui – Gui. Por su parte, el elepé de 1970 fue tan exitoso como el anterior, por cuanto contuvo temas como: Tamborero, Mi nuevo Empedrao, La Devoción, Hasta cuándo, Señor, Gaita mía, Tapara gaita y Mi Vieja Caracas. Gaitas y parrandas éstas que terminaron de inmortalizar al Conjunto Saladillo y a sus integrantes, entre ellos los solistas Andrés Gumel y José Ríos “Bolita”, este último considerado como la voz más pintoresca y folclórica de la gaita.

## Tercera Etapa. La División y los Éxitos Subsiguientes (1971 - 1995)
En 1971, a causa del registro mercantil que hiciera Ramón Quintero, uno de sus fundadores, a espaldas del resto de los integrantes y de manera inconsulta, el conjunto sufre una división de la cual surge el Conjunto “Saladillo de R.Q.”, organizado y dirigido por el propio Quintero con varios integrantes del Saladillo original. Ante esta secesión, Moisés Martínez y Nerio Matheus, líderes de Saladillo, reorganizan al conjunto y efectúan una inserción en su nombre para identificarlo con ahínco y propiedad, y así pasa a llamarse: Conjunto Gaitero “El Auténtico Saladillo” (Los Gaiteros del Pueblo). Moisés y Nerio registraron la nueva denominación junto a algunos de los fundadores (Ciro "Coyeyo" Villalobos, Carlos Barboza, Segundo Fernández y Elio Fernández), quienes ya no integraban la agrupación pero seguían vinculados a ella.

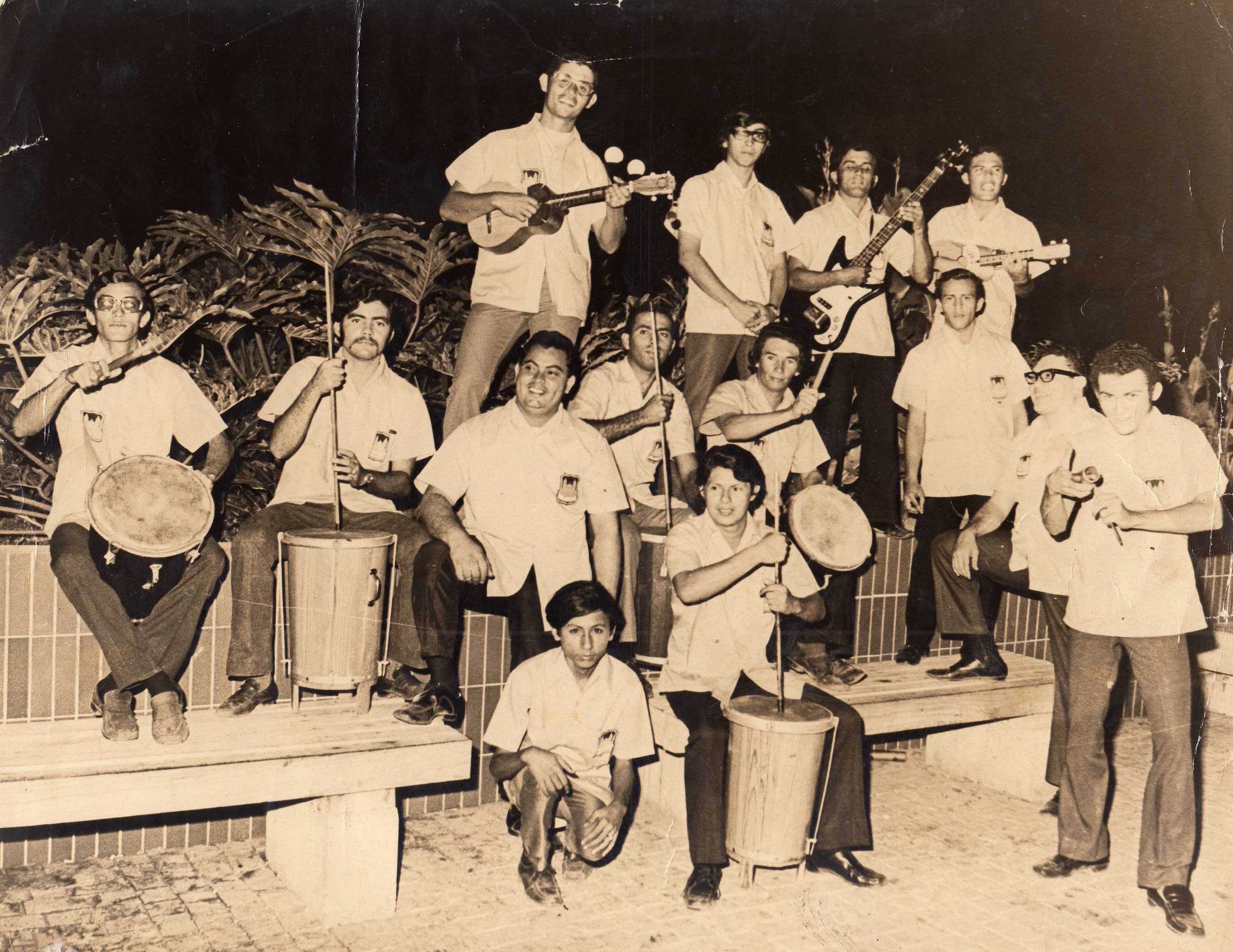
Conjunto Saladillo de Nerio Matheus en la Plazoleta San Juan de Dios (1971).

En esta segunda etapa la agrupación contó con la participación de excelentes figuras como: Eroín Galué, Jesús Villasmil “El Gallo”, Edwin Carrasquero “Sopa e’ pollo”, Roy Almarza, William Nava, Ángel Marín Aguirre†, Servando Ríos†, Alberto Mas y Rubí “El Gallo”†, Jesús “Chuchín” Ferrer, Sundín Galué†, José Rincón “Ñaño”, Nerio Pirela, Euro Morán, Milton Molina “Caraotica” y Ernesto Cuenca "El Loco"†, entre otros.
Pese a la división, Saladillo no dejó de imponer éxitos, como: Altagracia, Orgullo Zuliano, Tuyo será, La Cochina, Con un pé, Fantasía Mariana, Sí es internacional, La mano dura, Gaita en Prosa, El Esplíquiti 72, El Piragüero, Gaiquechar, Esplíquiti 73 y Mañanitas gaiteras, entre otros. Sobresalieron en esta época voces como las de Alberto Mas y Rubí y el cantautor Servando Ríos, aunadas a las de Moisés Martínez y José Ríos “Bolita”.
Así mismo, se destaca la hermosa producción especial grabada en 1973 junto al Cuarteto Criollo con ocasión del Sesquicentenario de la Batalla Naval del Lago de Maracaibo, consistente en un elepé con gaitas, danzas, valses y décimas. Pese a esto, y en razón de las ocupaciones laborales de su Director Propietario, Nerio Matheus, Saladillo entró en una fase de inactividad durante el período 1974 – 1979, aunque llegó a actuar en los escenarios en el bienio 1976 – 1977.
En 1980, Saladillo retorna a los escenarios y las grabaciones, ahora con el nombre de Conjunto Gaitero “Viejo Saladillo”, este cambio de nombre tuvo como objetivo vincular aún más el nombre del conjunto a la barriada donde nació, la cual había sido parcialmente destruida durante la década de 1970 debido a un plan de supuesta remodelación emprendido por el gobierno nacional, el cual no tuvo feliz término. Así mismo, es reformado el eslogan o lema Los Gaiteros del Pueblo para acentuar la identificación de la agrupación como la original, y desde entonces el lema sería Los Auténticos Gaiteros del Pueblo. En esta oportunidad, hubo un nuevo registro y Nerio Matheus pasó a ser único propietario, además de Director Ejecutivo y Representante, mientras que Moisés Martínez continuó como Director General hasta su retiro en 1996.

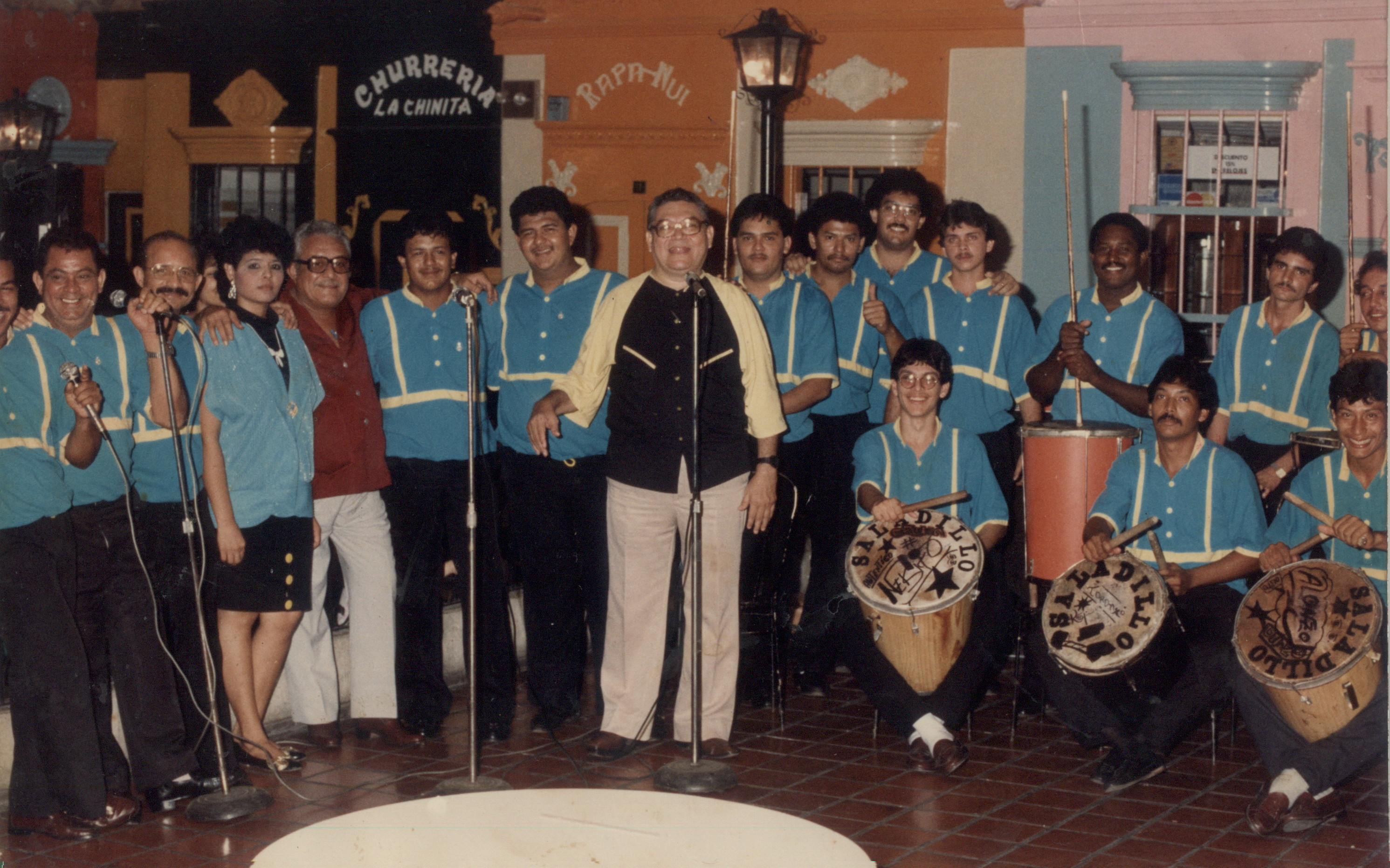
Conjunto Saladillo de Nerio Matheus en "Calle Vieja" (1987).

En esta etapa se suman al conjunto tanto nuevas como antañonas figuras de la gaita como: Fernando Matheus, Nerio Matheus (hijo), Erbin Montes “El Mono”, Anita Villalobos, Eroy Chacín, Yohel Pirela, Renny Morales, José Figueroa, Erasmo Colina, Orlando Terán, José Ocando, Alonzo Bastidas, Johanny Caicedo, José “Cheo” Almarza, Amador “Chicho” Bermúdez, Humberto “Mamaota” Rodríguez, Eduardo Rangel, Pedro Rodríguez, Julián Valles, Ángel “Anguito” Soto y otros más.
De esta década es preciso mencionar la importante participación de Renny Morales, magnífico músico quien fungió como cuatrista y Director Musical de Saladillo durante el período 1982 – 1987. Con su preparación artística contribuyó al enriquecimiento de los acordes melódicos del conjunto, así como también al mantenimiento de su pureza y estilo, por lo cual constituyó un sólido equipo de trabajo junto a Moisés Martínez (su Director General y solista) y Nerio Matheus (su Director Ejecutivo y Propietario).
Entre los éxitos impuestos cabe mencionar: La Musa de Carruyo, Atuendo Gaitero, Gaita linda, Mi vieja gaita, La luz de Carrillo, Ratón etílico, Del Béisbol a la Gloria (gaita dedicada al beisbolista Luis Aparicio tras su inclusión en el Salón de la Fama de Cooperstown), Ida y Vuelta, La Casa Verde, Ron Anciano, Parrandón en La Represa, La Botica Inglesa, Maracaibo siempre, De mal en peor, La Vejez, Viva la Gaita, Los Cien Años de LUZ y La Cacharrita.
Así mismo, en 1987 Saladillo presenta una producción musical especialísima de dos elepés en razón de sus 25 años de existencia, donde ofrecieron una selección de sus éxitos en versión original y nueva, además de un repertorio de gaitas inéditas de calidad. Años más tarde, en 1991, edita el conjunto otro elepé en edición especial dedicado a La Universidad del Zulia para celebrar y rendir honor a los 100 años de su fundación, producción ésta que constituyó la antesala a la celebración de los 30 años del Conjunto Saladillo efectuada en 1992 con la grabación de un elepé de colección auspiciado por la Alcaldía de Caracas.

## Cuarta Etapa. La Continuación (desde 1995)
En 1995 fallece Nerio Matheus, su Director Fundador y Propietario. A pesar de ello, el conjunto no detuvo su trayectoria y bajo la conducción de su viuda, Alba García, y la Dirección General de su hijo, Fernando Matheus, en conjunto con su hermano, Nerio Matheus (hijo), sigue alcanzando éxitos y triunfos.

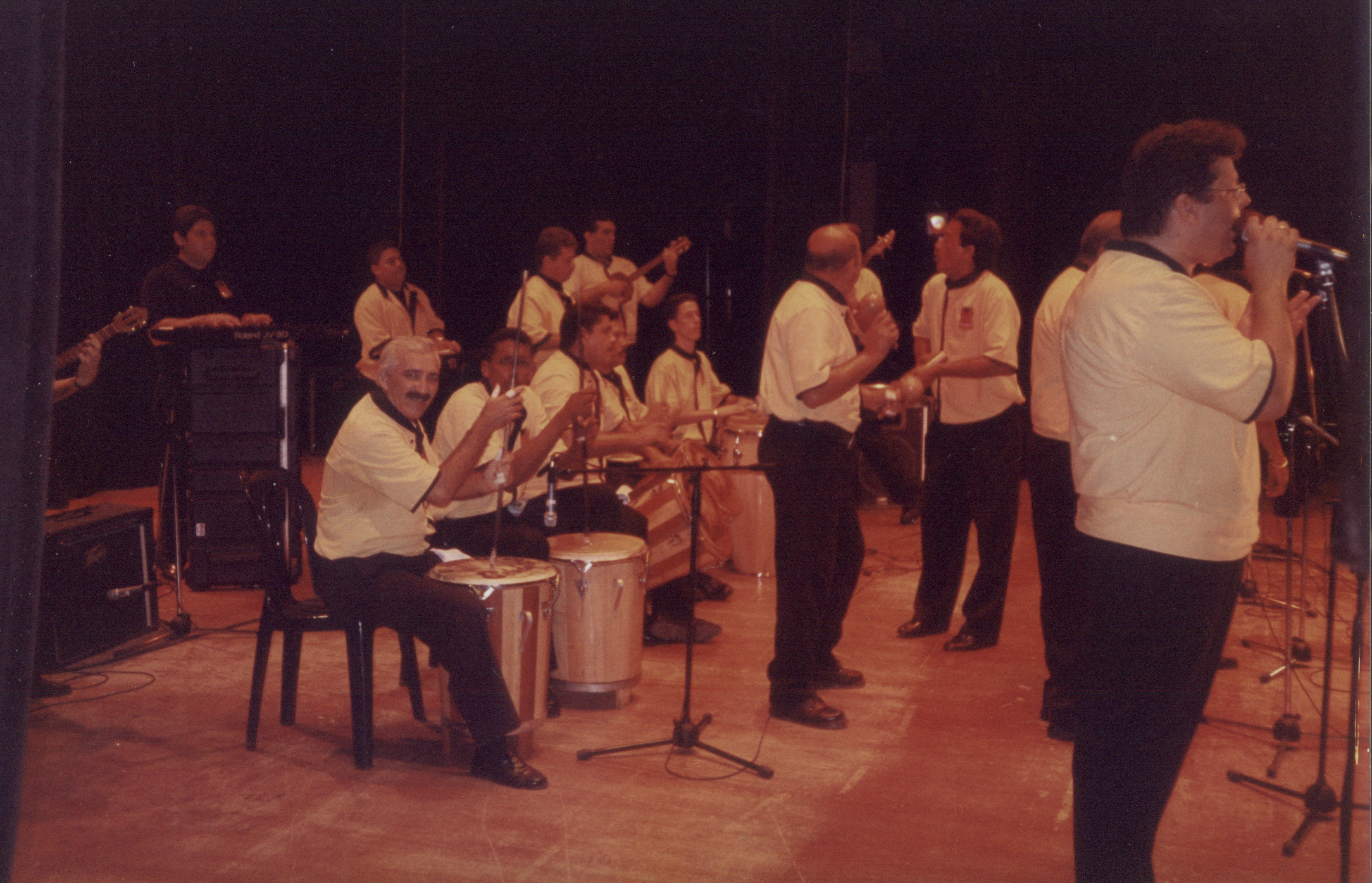
Presentación del Conjunto Saladillo de Nerio Matheus durante el Reencuentro Saladillero en el Teatro Baralt (1999).

Así en 1997, a propósito de sus 35 años de existencia, Saladillo graba un CD especial con una nueva versión de La Campeona y una selección de cinco temas inéditos y otros 15 éxitos clásicos (dos de ellos nuevamente versionados), contando con la participación de Moisés Martínez, Adolfo Ochoa, Jerry Sánchez, Oscar González, Nelson Romero, José Morales, Germán Ávila y Astolfo Romero† y los vocalistas de la agrupación salsera "Cuarto Creciente". Sobresalió de esta producción la moderna versión de El Haragán, añejo éxito del conjunto que resultó de impacto al ser grabado por Astolfo Romero†.
De igual manera, siguen desfilando durante esta década y las siguientes artistas del ámbito gaitero, tanto veteranos como noveles, en el conjunto: Édgar Álvarez, Ender Linares, Vinicio Valbuena, Carlos Vílchez “Cayo”, Ricardo Villalobos, Michel Urdaneta, Carlos Castellano “El Niño”, Juan Carlos Sulbarán, Elvis Castellano “Martín”, Wilfredo “El Mono” Baralt, Eudes Guerrero, Dairon Afanador, Nelson Romero “El Ayayero”, Hugo Huerta, José Bozo, Manuel Palacio y Juan Carlos Ortigoza, entre otros. Por otra parte, Saladillo no cesa de imponer éxitos en el medio gaitero, tales como: Gaita Casera, Ansias Saladilleras, Gaita en el Patio, La Zulianidad, De bajada, El Refranero, Lo que el viento se llevó, Llenos de fe (De Sol a Sol), Casa del Sol y Gaitero soy yo, entre otras.
Justamente, en 2000, Saladillo graba una producción llamada "Conjunto Saladillo 2000. Los Gaiteros del Pueblo. Serie de Colección", donde incluye el tema bandera de aquella temporada La Zulianidad, además de La Continuación, Hasta cuando señor (nueva versión) y 18 clásicos de la agrupación en sus versiones originales.
En 2004, por idea de Fernando Matheus, la agrupación hace una nueva reforma en su denominación y pasa a llamarse Conjunto Gaitero “El Saladillo de Nerio Matheus” (Los Auténticos Gaiteros del Pueblo), para honrar la memoria de quien fuera, junto a Moisés Martínez, el gran luchador y propulsor de esta agrupación, y en recuerdo latente de sus fundadores en pleno, continuando así con la senda que éstos iniciaran como un presente al pueblo de donde nació, a la Gaita de Furro que es su musa y a la Virgen de Chiquinquirá como su Casta Señora y Protectora.

## Personas formadas por el Conjunto en el ámbito de la Gaita Zuliana
Al mencionar los nombres de los gaiteros que han formado parte de esta agrupación en su devenir histórico, podemos observar que entre ellos no sólo se encuentran gaiteros consagrados, sino también muchos que iniciaron en la misma su carrera musical y actualmente son figuras relevantes y promisorias del ámbito de la gaita zuliana y otros géneros musicales tanto en Venezuela como en el exterior. Por ello, Nerio Matheus afirmaba siempre en vida que “El Saladillo es una escuela de gaiteros”.
Entre ellos vale mencionar a:
- Danelo Badell: luego de formar parte de "Lagomar" y "Los Tropicales del Éxito", se integró a Saladillo como solista en noviembre de 1969, por lo cual no llegó a grabar ese año (el elepé ya había sido acuñado con mucha anterioridad). A principios de 1970 graba con Saladillo la Gaita Bolivarianos Nº 1 a dúo con Eligia Blanco, luego formó parte de "Santa Anita", "Cardenales del Éxito", "La Universidad de la Gaita", "Gaiteros de Pillopo", VHG (Venezuela Habla Gaiteando) e "Iluminación Gaitera", entre otros conjuntos gaiteros. Actualmente es considerado uno de los máximos intérprees de la gaita zuliana.
- Edwin Carrasquero “Sopa e’ pollo”: inició su carrera como cuatrista y bajista de Saladillo. Posteriormente fue bajista de "Santa Anita", "Cardenales del Éxito" y, actualmente, de VHG (Venezuela Habla Gaiteando).
- Jesús “Chuchín” Ferrer: fue solista de Saladillo, pero luego formó filas en "Santa Anita" y "Cardenales del Éxito".
- Douglas Ochoa: dio sus pasos como solista de Saladillo en 1970, imponiendo sus primeras gaitas. Luego formó filas en "Saladillo de R.Q." tras la división de 1971, y más tarde integró las agrupaciones "Gran Coquivacoa", "Rincón Morales" y, luego de un largo retiro, se reactivó en el ámbito musical reintegrándose a "Saladillo de R.Q.", pasando luego a las filas de "Los Parranderos del Látigo".
- Sundín Galué†: fue bajista de Saladillo, luego sería bajista, guitarrista y solista de "Santa Anita", Guaco y "Sentimiento Nacional". También fue percusionista de la Banda de Conciertos "Simón Bolívar". Fue sobrino de Leandro Soto, cuatrista y solista fundador de Saladillo.
- Nerio Matheus (hijo): se inició en la gaita como charrasquero, tamborero y maraquero de Saladillo. Desde 1998 reside en Estados Unidos y forma parte de una agrupación tropical en New Jersey, dedicándose también a la proyección de la gaita zuliana en dicho país.
- Erbin Montes “El Mono”: furrero de Saladillo en la década de 1980. Ha pasado luego por las filas de "Gosugaita" y "Profesionales de la Gaita". También ha descollado como un extraordinario compositor.
- Anita Villalobos: solista de Saladillo en la década de 1980. Fue solista de "Las Sensacionales" y actualmente lo es de "Las Divas de la Gaita", además de ser su Directora y fundadora.
- Eroy Chacín: solista de Saladillo en la década de 1980. Triunfó más adelante en "Los Zagales del Padre Vílchez", "Gaiterosos" y "El Tren Gaitero", donde actualmente sigue su trayectoria musical como solista estrella.
- Yohel Pirela: solista de Saladillo entre 1983 y 1985, y nuevamente entre 2004 - 2008. Fue posteriormente figura en "Rincón Morales" y "Tierra Madre". Actualmente emprende una carrera como solista de música venezolana.
- Amador “Chicho” Bermúdez: bajista de Saladillo en 1988. Es una de las figuras jóvenes de la gaita más destacadas en la actualidad, ha integrado las agrupaciones gaiteras "Estrellas del Zulia", "Cardenales del Pueblo" e "Iluminación Gaitera", donde ha destacado como pianista, solista y compositor de alta factura.
- Pedro Rodríguez: solista de Saladillo entre 1991 y 1998, hoy día una de las voces principales del conjunto "Gran Chiquinquirá".
- Julián Valles: solista de Saladillo en 1992, ha sobresalido como cantautor en "Los Mismos de Ayer" y "Gaiteros de mi Barrio".
- Carlos Vílchez “Cayo”: solista de Saladillo en 1996 y 1998. Luego hizo carrera en "Alitasía" y otras agrupaciones gaiteras.
- Herly Villalobos: solista de saladillo en 1997 y 1998. Luego hizo carrera por 13 años con la agrupación BOD en Gaitas.
- Michel Urdaneta: solista de Saladillo en 1998, hoy lleva a cabo una carrera como intérprete del merengue en el Estado Zulia.
- Dairon Afanador: cuatrista de Saladillo en 2000, actualmente es cuatrista y director de su agrupación "Destello Zuliano".
- William Nava Soto: proveniente del Conjunto "Lagomar" y de "Los Tropicales del Éxito", fue cuatrista y bajista de Saladillo en el período 1969 - 1970, perteneció luego a los conjuntos "Santa Anita" y "Rincón Morales". Es uno de los compositores más importantes de la gaita zuliana, dedicó una de sus gaitas a la tienda "La V.O.C." icono de otrora del barrio "El Saladillo", tema este que quedó para la historia al ser grabado por "Birimbao".

## Aportes hechos a la música
Saladillo de Nerio Matheus ha hecho importantes aportes a lo largo de su trayectoria los cuales han ido en favor de la innovación del género gaitero. Entre dichas innovaciones musicales cabe señalar las siguientes:
- El tema de presentación: Cuando Saladillo participó en el II Festival de Gaitas Zulianas de Industrias Pampero, en 1962, abrió su espectáculo con un célebre vals zuliano de Rafael Rincón González llamado La Taparita, antes de interpretar el tema Gaita Zuliana, el cual recordemos fue el ganador del concurso. De este modo, Saladillo fue el primer conjunto gaitero en emplear un tema de presentación o entrada en actuaciones musicales.
- La estrofa compartida: Dos solistas comparten la interpretación de cada estrofa en una composición gaitera, entonando el primero los primeros dos versos de la misma y el segundo los dos últimos. Esta modalidad se observa a partir del primer elepé de Saladillo, grabado en 1963.
- La gaita de pie quebrado: El solista entona una o dos líneas de la estrofa, a lo cual el coro efectúa una contestación. Esta innovación se observa en las gaitas de Virgilio Carruyo grabadas por Saladillo y, posteriormente, fue empleada por otros compositores.
- La contradanza llevada al disco: Cuando Saladillo grabó Aniceto Rondón en 1964, marcó un hito en la historia como el primer conjunto gaitero en grabar una contradanza.
- La estrofa compartida mixta: Dos versos de la misma son entonados por un hombre y los otros dos son interpretados por una mujer. Dicha novedad fue introducida en la gaita El Estudiante, interpretada por Nivia Belloso y Leandro Soto.
- La introducción del bajo: En la grabación de la gaita Grey Zuliana se grabó un bajo (instrumento atípico de la gaita) para eliminar el vacío instrumental perceptible en el disco. Fue así como Saladillo se convirtió en el primer conjunto en incorporar el bajo a la gaita zuliana.
- El rescate de la décima: Saladillo ha grabado décimas con instrumentos gaiteros, rescatando así este género musical de la región zuliana. Entre ellas se encuentran: Ratón Etílico, El Camino de la Gloria y Sin comentario.
- La gaita de corte romántico: Saladillo grabó en un disco 45 r.p.m. en 1967 la gaita La mujer que temió, de Carlos Guerra, en la voz de Ricardo Aguirre (El Monumental de la Gaita). Fue ésta la primera grabación registrada en la historia del género gaitero de una gaita de contenido romántico.

## Reconocimientos Nacionales
- Trofeo del II Festival de Gaitas Zulianas de Industrias Pampero (1962).
- Trofeo del Premio Estatal de Gaitas del Ejecutivo del Estado Zulia (1962).
- Trofeo del IV Festival de la Gaita Zuliana de “Publicidad Cristalino” (1962).
- Trofeo del Concurso de Gaitas del Hipódromo de Maracaibo (1962).
- Trofeo del Concurso de Gaitas del Club Alianza (1962).
- Diploma de Honor al Mérito del Instituto de Ciencias Naturales por su colaboración en las actividades culturales de dicho instituto (1963).
- Diploma de Honor del IV Festival de Gaitas Zulianas de Industrias Pampero por su aporte como Invitado Especial (1964).
- Reconocimiento Honorífico del VIII Festival de la Gaita Zuliana de “Publicidad Cristalino”, por su aporte brindado al desarrollo de nuestro folclor (1965).
- Disco de Oro del Sello “DISCOMODA” como Conjunto Gaitero del año (1968).
- Diploma del Comité Organizador de la II Miniferia de San Judas Tadeo en reconocimiento a la colaboración prestada durante las fiestas patronales (1971).
- Ganador del Renglón “Colaborador” del I Festival del Instituto Municipal de la Gaita “Ricardo Aguirre" (1971).
- Ganador del II Festival del Instituto Municipal de la Gaita “Ricardo Aguirre” (1972).
- Ganador del Festival “Una Gaita para LUZ” (1986).
- Quinto Lugar en el Festival Musical “Una Gaita Para el Zulia” de Industrias Pampero (1986).
- Placa de Honor de la Emisora Radial ”Mundial Zulia” por sus 30 años de trayectoria musical (1992).
- Mención Honorífica del IX Festival Nacional de Gaitas “Virgilio Carruyo” por sus 30 años de trayectoria musical (1992).
- Tercer lugar en el III Concurso “El Zulia elige la Gaita del año” (2004).
- Premio de Gaitas “Fundación Proyecto Gran País” como una de las 10 gaitas del año (2004).
- Premio “Chiquinquirá de Oro” como Tema Impacto del año (2004).
- Premio “El Papalvillo de Oro” como Gaita Popular del año (2004).
- Premio de Gaitas “Fundación Proyecto Gran País” como una de las cinco gaitas del Cuadro de Honor (2005).
- Reconocimiento del Instituto de Investigaciones Clínicas “Dr. Américo Negrette” (2009).

## Controversias históricas sobre el Conjunto Saladillo

### La Fecha de Fundación del Conjunto Saladillo
El primer elepé grabado por el Conjunto Saladillo en 1963 tuvo inserto en su contraportada un texto de presentación elaborado por el destacado periodista, profesor universitario y escritor Néstor Rivera. Dicho texto originó una controversia que parece no haber terminado, porque en el mismo se señala como fecha de la fundación del Conjunto Saladillo al año 1953, y a Francisco Paz y Ramón Quintero como únicos fundadores. Igualmente, señala a Moisés Martínez y Leandro Soto como integrantes y directores del conjunto desde 1962. Esto ocurrió porque Hesnor Rivera, autor del texto, tomó los datos de Ramón Quintero. Esto no fue problema en un principio, pero lo sería después cuando Ramón se basó en este escrito para validar su registro mercantil que desencadenó la división de 1971.
El mismo Ramón Quintero reiteró en vida lo anteriormente expresado y, además, afirmó que la fecha de fundación de Saladillo era el 18 de noviembre. Al mismo tiempo, y contradictoriamente, reseñó que las personas que lo acompañaron junto a Francisco Paz en la conformación del Conjunto Saladillo fueron: Leandro Soto y Francisco “Machorro” Morales (cuatristas y solistas), Carlos Barboza y Heriberto Acosta (tamboreros), Elio Fernández (charrasquero) y Evelio Paz (maraquero). Véase que menciona a tres de los ocho legítimos fundadores y en el texto de Hesnor Rivera les niega su participación como tales, y nombra al “Machorro” Morales quien nada tuvo que ver con la historia de Saladillo, sino con la del conjunto gaitero "Rincón Morales".

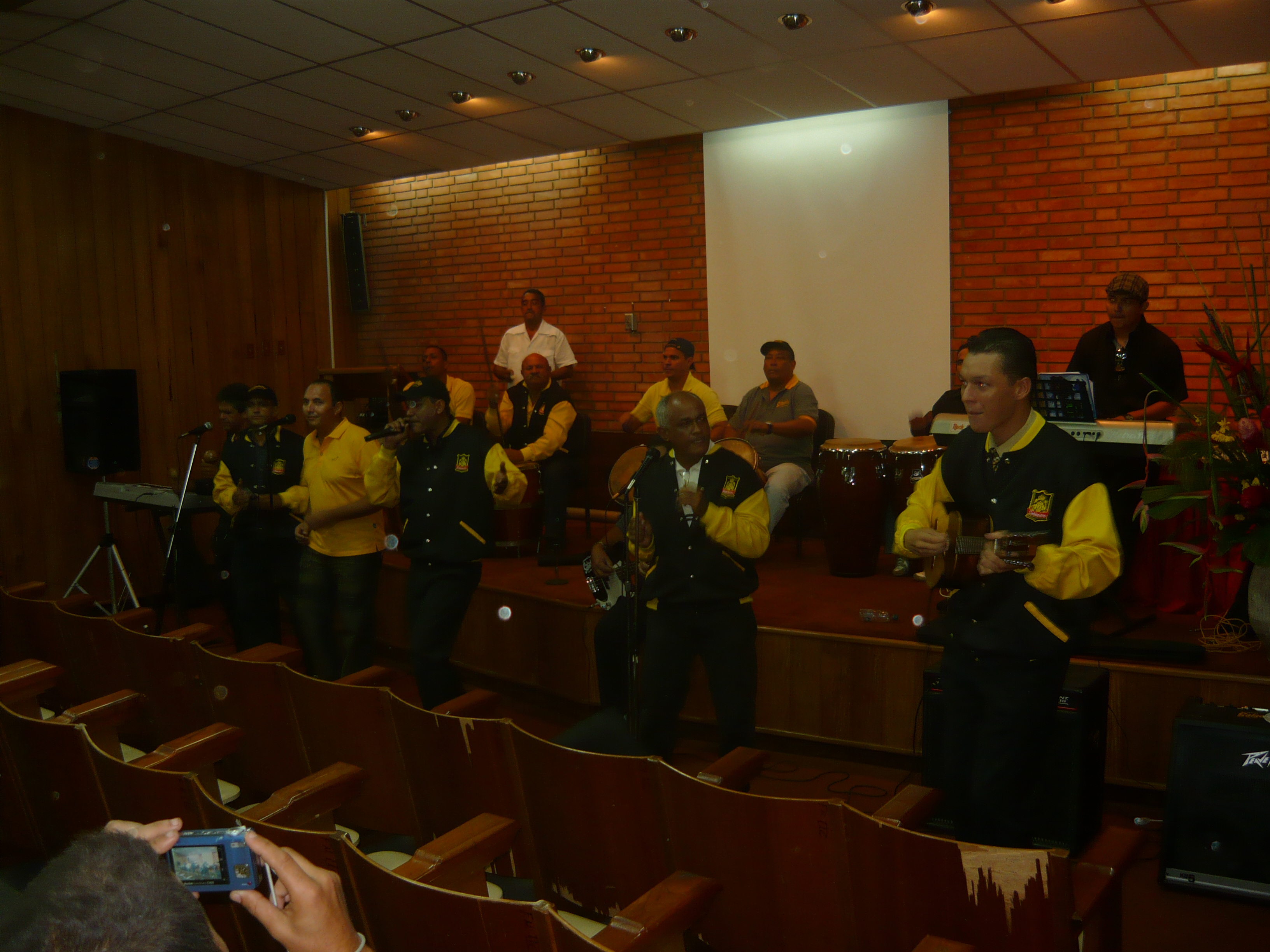
Presentación del Conjunto Saladillo de Nerio Matheus en la Facultad de Medicina de La Universidad del Zulia (2010).

Desde luego, la versión suministrada por Ramón Quintero es completamente falsa: no se fundó un grupo llamado “Saladillo” en la citada fecha, y en lo que respecta a Francisco Paz, éste integró la caimanera que antecedió al grupo (como bien se reseñó en el primer capítulo), mas no fue uno de sus fundadores. Tampoco pudieron ser partícipes las otras seis personas referidas por Ramón Quintero, ya que Leandro Soto y Carlos Barboza niegan haber integrado ni fundado alguna agrupación gaitera en 1953, pues aún no daban sus primeros pasos en la gaita.
Lo anterior se sustenta mediante las referencias hechas en vida por Nerio Matheus, según las cuales los futuros fundadores comenzaron a reunirse en “La V.O.C.” a partir de 1958, junto a otros personajes de la farándula musical y habitantes populares del barrio saladillero. Pero no fue sino hasta el 16 de noviembre de 1962 cuando Oscar García, Rafael Rincón González y Jesús Reyes “Reyito”, quienes se hallaban presentes en el sitio cuando aquellos gaiteros entonaban Gaita Zuliana, conocida luego como La Campeona (aquella gaita que los llevó al éxito), les proponen formar un conjunto para concursar en el Festival de Gaitas Zulianas “Pampero”.
En ese momento nace el Conjunto Saladillo, que no tomó ese nombre sino cuando Oscar los bautiza como tal en los estudios de aquella emisora, puesto que los miembros del conjunto eran nativos de aquel barrio y carecían de nombre para el grupo.
Ahora bien, si el conjunto realmente hubiera sido fundado en 1953, ¿Por qué el nombre aparece nueve años después? (1962), es decir, ¿cómo un conjunto funciona organizadamente durante casi una década sin una denominación?. Y si Ramón Quintero fuese el único fundador del mismo, ¿en qué posición quedan los otros siete fundadores (los genuinos fundadores), quienes formaban esa caimanera junto a Ramón, artistas musicales y personajes del barrio?.
De esta manera, este primer punto de controversia puede concluir con las siguientes afirmaciones:
- El Conjunto Gaitero “Saladillo” fue fundado el 16 de noviembre de 1962, y no el 18 de noviembre de 1953.

- Los fundadores del mismo fueron las ocho personas mencionadas en el primer encabezado y que, nuevamente, citamos a continuación: Moisés Martínez, Leandro Soto, Nerio Matheus, Ramón Quintero, Ciro Villalobos, Carlos Barboza, Segundo Fernández y Elio Fernández. Ningún otro individuo intervino como fundador del Conjunto Saladillo.

- Ramón Quintero fue uno de los fundadores, mas no fue el único fundador del Conjunto Saladillo.

- Francisco Paz integró la cuerda gaitera que precedió al Conjunto Saladillo, pero no intervino en la fundación del mismo ni, mucho menos, lo llegó a integrar.

- Las afirmaciones de Ramón Quintero aparentemente obedecieron a una tergiversación de los hechos históricos, posiblemente hecha para algún beneficio personal. Empero, las evidencias históricas muestran que sus argumentos siempre estuvieron lejanos a la realidad de los acontecimientos relacionados con los orígenes del Conjunto Saladillo.

### El Saladillo original: ¿Saladillo de Nerio Matheus o Saladillo de R.Q.?
A partir de la división de 1971 surgió la polémica en torno al carácter genuino del Conjunto Saladillo, la cual no ha dejado de generar confusión entre el público, especialmente entre aquellos que no conocen con detalle la historia de los Gaiteros del Pueblo. Hay quienes alegan que el Saladillo original se desintegró en 1971 y el divisionismo dio origen a dos agrupaciones con dicho nombre. Algunos, por su parte, afirman que Saladillo de Nerio Matheus es el Saladillo genuino, y otros que lo es Saladillo de R.Q.
Deben analizarse las tres hipótesis comenzando por la primera, la cual señala que la división del Conjunto Saladillo en 1971 devino en el nacimiento de dos nuevas agrupaciones (Saladillo de Nerio Matheus y Saladillo de R.Q.). Esto pudiera ser cierto si se toma en cuenta que los integrantes del conjunto se aglutinaron en torno a las dos figuras que protagonizaron la escisión, pues la facción madura del conjunto respaldó a Nerio Matheus mientras que el ala juvenil optó por seguir a Ramón Quintero. Además, tanto Nerio como Ramón eran fundadores de la agrupación primitiva.
No obstante, debe recordarse que Nerio Matheus lideraba el conjunto junto a Moisés Martínez, ambos eran sus cabezas visibles. Caso contrario era el de Ramón Quintero quien, pese a desempeñarse en la administración del grupo, no detentaba un liderazgo como el de Moisés y Nerio; dicho liderazgo sólo afloró en el momento de la división cuando Ramón tuvo la capacidad de atraer a los gaiteros más jóvenes de Saladillo y conseguir el respaldo para su propuesta. A esto puede agregarse el hecho de que la división fue causada por Ramón y no por Moisés y Nerio, lo que permite entender que Ramón Quintero fue el secesionista del Conjunto Saladillo, cosa que no puede atribuírsele a Moisés Martínez ni mucho menos a Nerio Matheus. Ante lo previamente explicado, la primera hipótesis debe descartarse.
Afirmar, por otra parte, que Saladillo de R.Q. es el Saladillo auténtico sería situarse un tanto lejos de la realidad. Si validamos los argumentos de Ramón Quintero, según los cuales únicamente él fundó la agrupación en 1953 y en 1971 se consolidó como su líder indiscutible a raíz de la división, podríamos decir que la razón está de su parte y esta discrepancia no sería necesaria. Pero ya se demostró en párrafos anteriores que ni el Conjunto Saladillo se fundó en 1953 ni Ramón Quintero podía atribuirse la exclusividad de su fundación. Por lo tanto esta segunda hipótesis también debe desecharse.
Sobre Saladillo de Nerio Matheus no puede afirmarse lo mismo que Saladillo de R.Q., pues hay una serie de indicios que permiten calificar su autenticidad y originalidad. Se afirma que el Conjunto Saladillo de Nerio Matheus es el original por los criterios que a continuación se presentan:
- Saladillo de Nerio Matheus ha sido reconocido a lo largo del tiempo como el legítimo Saladillo, no solo por el público general y los medios audiovisuales e impresos, sino también por los festivales, concursos y demás organizaciones que premian a la gaita y los gaiteros. Prueba de ello es la amplia cobertura efectuada por los medios de comunicación de su 25º aniversario en 1987, así como también las menciones honoríficas conferidas al conjunto en 1992 por sus 30 años de trayectoria musical donde, incluso, se le señala como “El Original”.

- Por otra parte, Saladillo de R.Q. ha sido designado por dichas organizaciones con dicho nombre y no con el nombre primitivo, que sólo emplearon en los elepés y contratos legales. Aún más, en varios discos 45 r.p.m. de la década de 1970 y en el elepé especial “Gloria al Bravo Pueblo” (1975) al conjunto aparece con la denominación de “Saladillo de R.Q.” y no como “Saladillo”.

- Debe reiterarse que el responsable de la secesión del Conjunto Saladillo fue Ramón Quintero, quien la propició al registrarlo clandestinamente y de manera inconsulta. Ni Nerio Matheus ni Moisés Martínez actuaron como divisores, sino como defensores del carácter colectivo y devocional inmerso en la propiedad de la agrupación y de los derechos poseídos por el resto de los fundadores, amén de no hallarse activos.

- Recuérdese que los líderes del Conjunto Saladillo para el momento de la división eran Moisés Martínez, quien fungía como Director General, y Nerio Matheus, quien era su Representante. Aunque el conjunto no poseía personalidad jurídica para el momento, quienes llevaban la batuta del mismo eran los citados anteriormente.

En años recientes han surgido en Venezuela diversos grupos musicales (algunos ya inexistentes y otros activos) que insertan en su denominación comercial el vocablo “Saladillo”. Estas son:
- Saladillo (Caracas): Conjunto gaitero fundado por Ramón Quintero y Carlos Ruiz en 1986, sólo actuó en aquel año y no se reconstituyó sino a partir de 1997.
- Gaiteros Viejos del Saladillo (San Cristóbal): Conjunto gaitero fundado por Pepe Lavino en 1993. Es una de las agrupaciones emblemáticas de la gaita en el Estado Táchira.
- Gran Saladillo (Maracaibo): Conjunto gaitero fundado por Giuseppe Carollo con el apoyo de Simón García. Su ciclo vital abarcó el período 1993 – 1995.
- Saladillo Show (Valencia): Agrupación musical del Estado Carabobo fundada también por Pepe Lavino en 1997. Se caracteriza la fusión de ritmos, entre los cuales se cuentan la gaita de furro, la salsa, la guaracha, la parranda y otros géneros tropicales.
- Gaiteros del Saladillo (Maracaibo): Conjunto gaitero fundado por Ernesto Cuenca, exintegrante de Saladillo de Nerio Matheus. Su trayectoria comprendió el período 1999 – 2005.
- Saladilleros (Maracaibo): Conjunto gaitero fundado por Manuel Romero, existente desde 2003.
- La Gaita Vieja del Saladillo (San Francisco): Conjunto gaitero fundado por Luis Germán Briceño, existente desde 2009.
- Los Parranderos del Saladillo (San Francisco): Conjunto gaitero infantil existente desde 2010.

Como puede observarse estas agrupaciones nunca han tenido, tienen, ni tendrán relación con el Conjunto Saladillo y, por supuesto, son absolutamente ajenas a la historia de este conjunto, sólo que han entrado en la polémica por la simple razón de emplear el vocablo “Saladillo” en sus denominaciones.
Resulta totalmente ilógico pensar que estas agrupaciones estén vinculadas al Conjunto Saladillo por emplear este vocablo (no sean tomadas estas afirmaciones un menosprecio para los mencionados grupos que merecen su puesto en la historia musical nacional). La palabra Saladillo es un topónimo (nombre de un lugar o región), lo cual no impide emplearlo en una u otra denominación comercial, siempre que la misma no resulte igual a otra.
Con el análisis anterior, y basándonos en los criterios y datos históricos que se han venido estudiando en este libro, podemos llegar a las siguientes conclusiones:
- El Conjunto Saladillo de Nerio Matheus es aquel que se fundó en 1962 con el nombre inicial de “Saladillo” y que en 1971, después del movimiento divisionista que genera a Saladillo de R.Q., toma las denominaciones de “El Auténtico Saladillo” (1971 – 1980, 1998 – 2003), “Viejo Saladillo” (1980 – 1997) y, definitivamente “Saladillo de Nerio Matheus” (desde 2004) para identificarse como el original.

- Saladillo de R.Q. es el conjunto gaitero organizado y liderado por Ramón Quintero como resultado de la división de la primitiva agrupación en 1971, y aunque empleaba el nombre original en los elepés y contratos legales, jamás fue conocido ni considerado como el Saladillo original.